# Филиал (фильм)
«Филиал» — советский кинофильм, снятый режиссёром Евгением Марковским в жанре сатирической комедии на киностудии «Беларусьфильм» в 1988 году.

## Сюжет
Действие фильма происходит в 1980-е годы. В коммунальной квартире, ещё не полностью освобожденной жильцами, располагается филиал НИИ. Специалист по вычислительной технике Пётр Румянцев, устраивающийся на работу в филиале по окончанию института, не понимает, чем именно занимается организация, а его попытки найти себе рабочее место неудачны. Жилая часть квартиры, в которую он попал, представлена Верой Сабуровой, предлагающей ему необычное «рабочее» место в обмен на женитьбу на её дочке.
По ходу действия фильма Румянцев сталкивается с проблемами как со стороны сотрудников филиала — «дельцов», так и жильцов, которые испытывают сложности с определением своих ролей и границ между работой и домом. Обстановка накаляется, когда обе дочери Сабуровой беременеют, и все указывают на Румянцева. Отцом будущих детей оказывается командированный Чичико.
Сотрудники филиала планируют выдать Валю за Чичико, а Галю — за Румянцева. На свадьбе, в состоянии отчаяния, Румянцев пытается покончить с собой, выпрыгнув из окна. Однако, зацепившись за карниз второго этажа, он остаётся живым.

## В ролях
| Актёр                   | Роль                                               |
| ----------------------- | -------------------------------------------------- |
| Дмитрий Харатьян        | Пётр Румянцев                                      |
| Наталья Лабурцева       | Горгона Михайловна заместитель директора           |
| Лидия Федосеева-Шукшина | Вера Платоновна Сабурова соседка, мать близняшек   |
| Алёна Яковлева          | Люся социальный психолог                           |
| Алла Осипенко           | Виктория Львовна соседка                           |
| Елена Шилкина           | Катя соседка с маленьким ребёнком                  |
| Мария Пастухова         | Анна Ивановна вахтёр                               |
| Михаил Стародубов       | Бусиков культорг                                   |
| Вадим Гемс              | Сергей Антонович Шляхин директор филиала           |
| Кристина Гудоните       | работница филиала                                  |
| Наталья Хорохорина      | Нина Александровна инженер по технике безопасности |
| Евгения Добровольская   | Ирина лаборант                                     |
| Ирина Базыкина          | близняшка Сабурова соседка                         |
| Елена Базыкина          | близняшка Сабурова соседка                         |
| Кахабер Шарабидзе       | жених                                              |
| Владимир Эренберг       | академик                                           |
| Игорь Ленёв             | милиционер                                         |
| Владимир Шелестов       |                                                    |
| Леонид Гривенев         |                                                    |
| Виталий Быков           | начальник канцелярии                               |
| Андрей Бубашкин         | гость на свадьбе                                   |
| Александр Ефремов       |                                                    |
| Александр Кашперов      | коллега                                            |
| Виктор Рыбчинский       | работник филиала                                   |